# Justinus Kerner

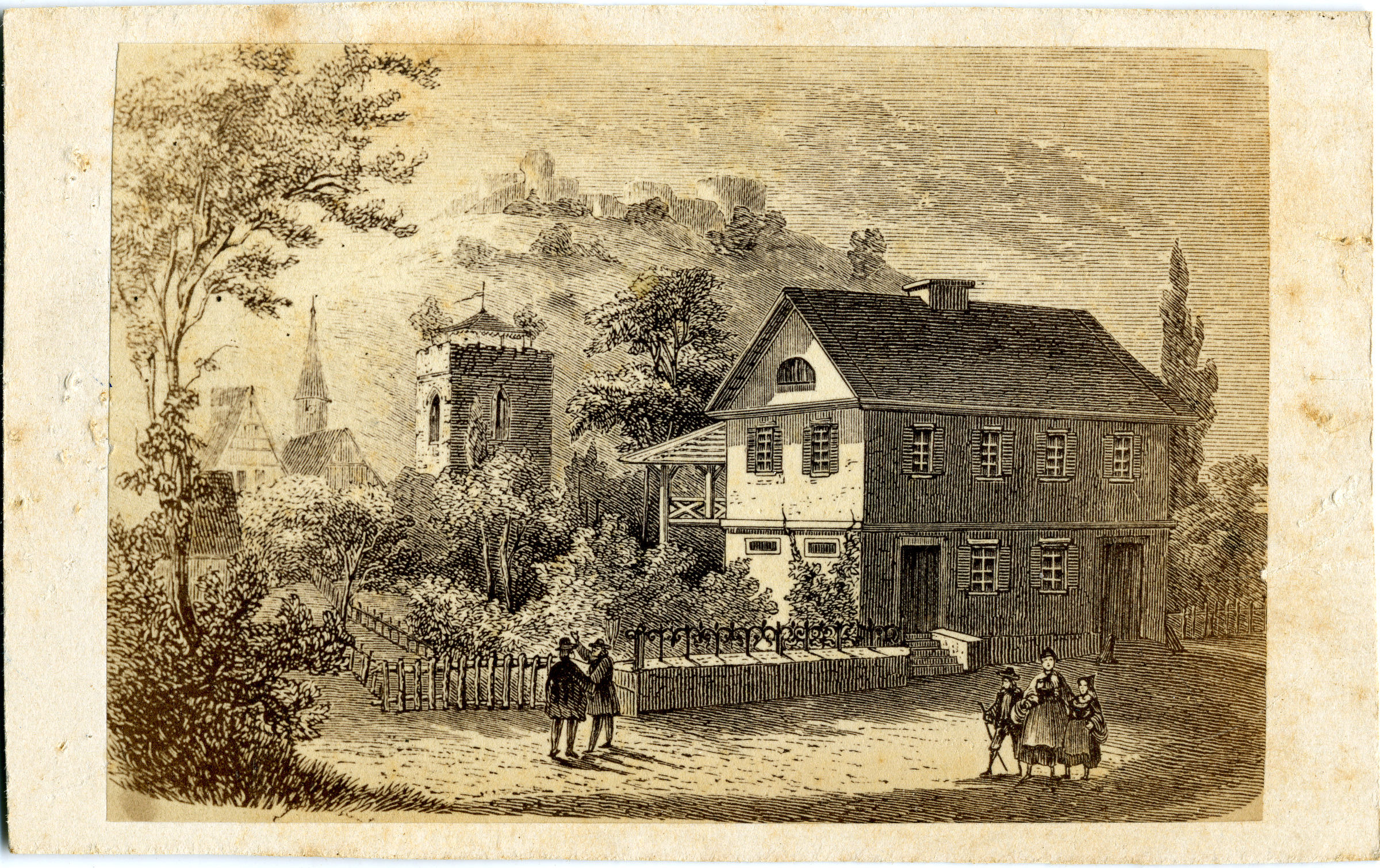
Dům Justina Kernera ve Weinsbergu

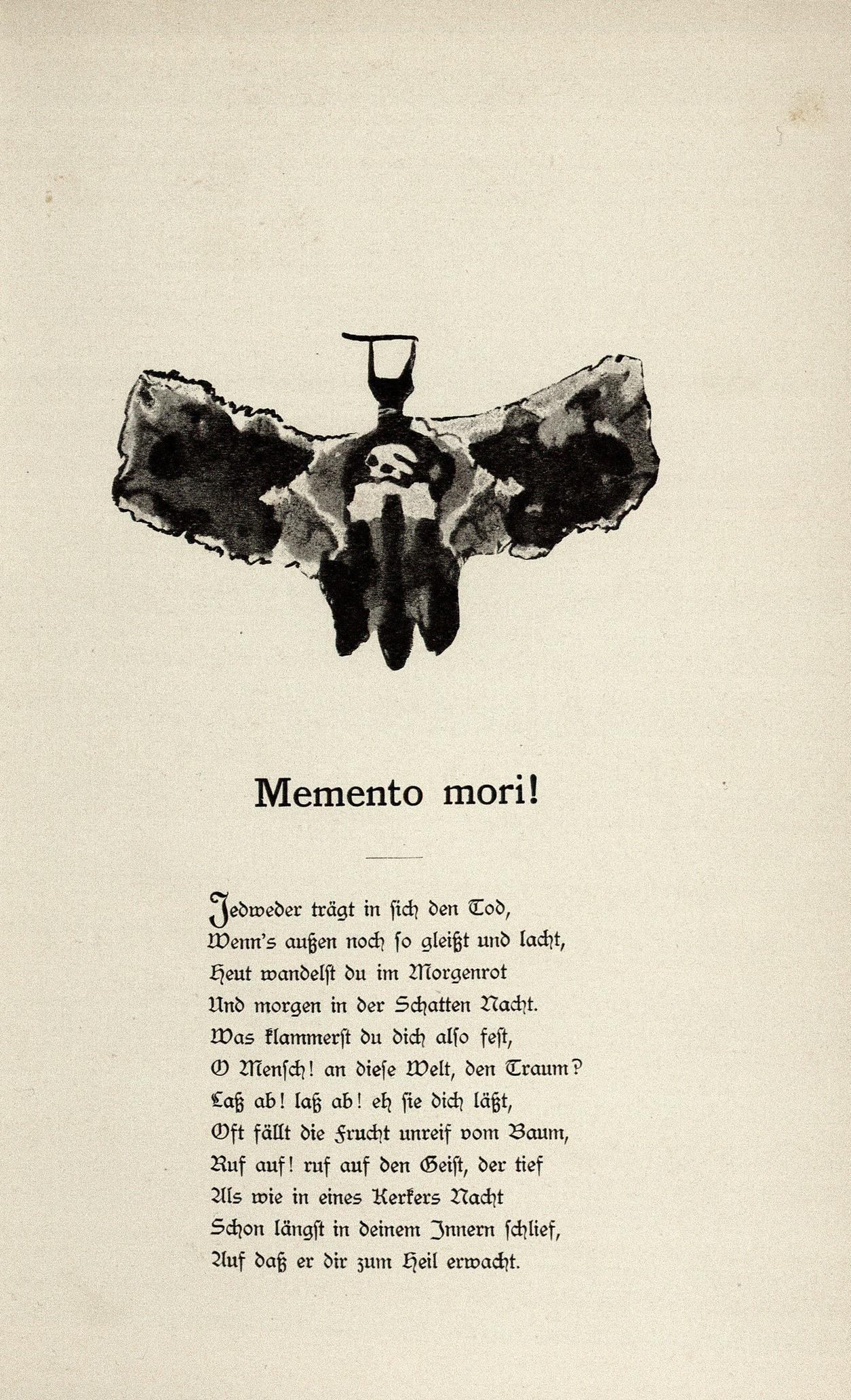
Ukázka Kernerovy kleksografie

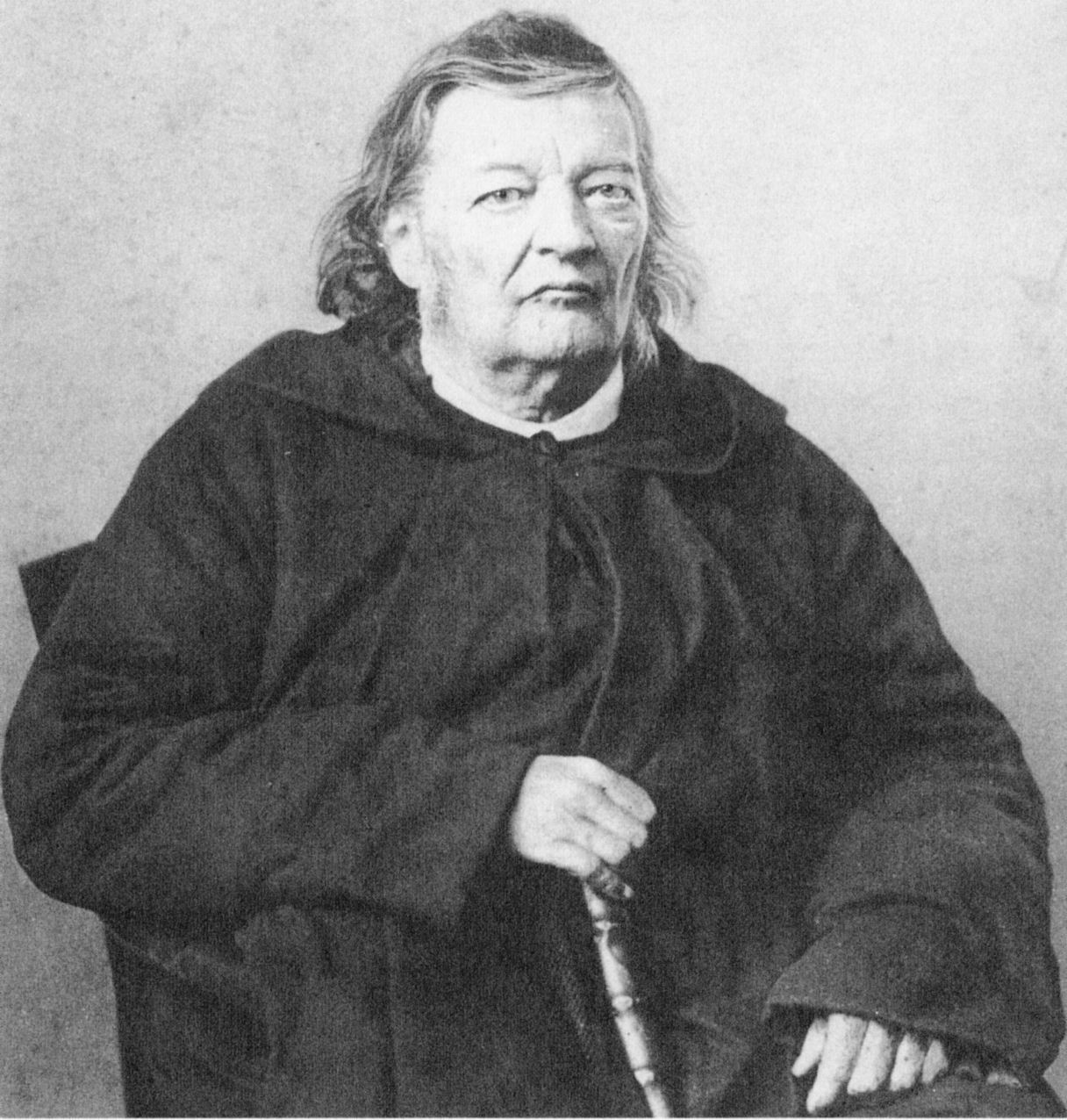
Justinus Kerner kolem roku 1860

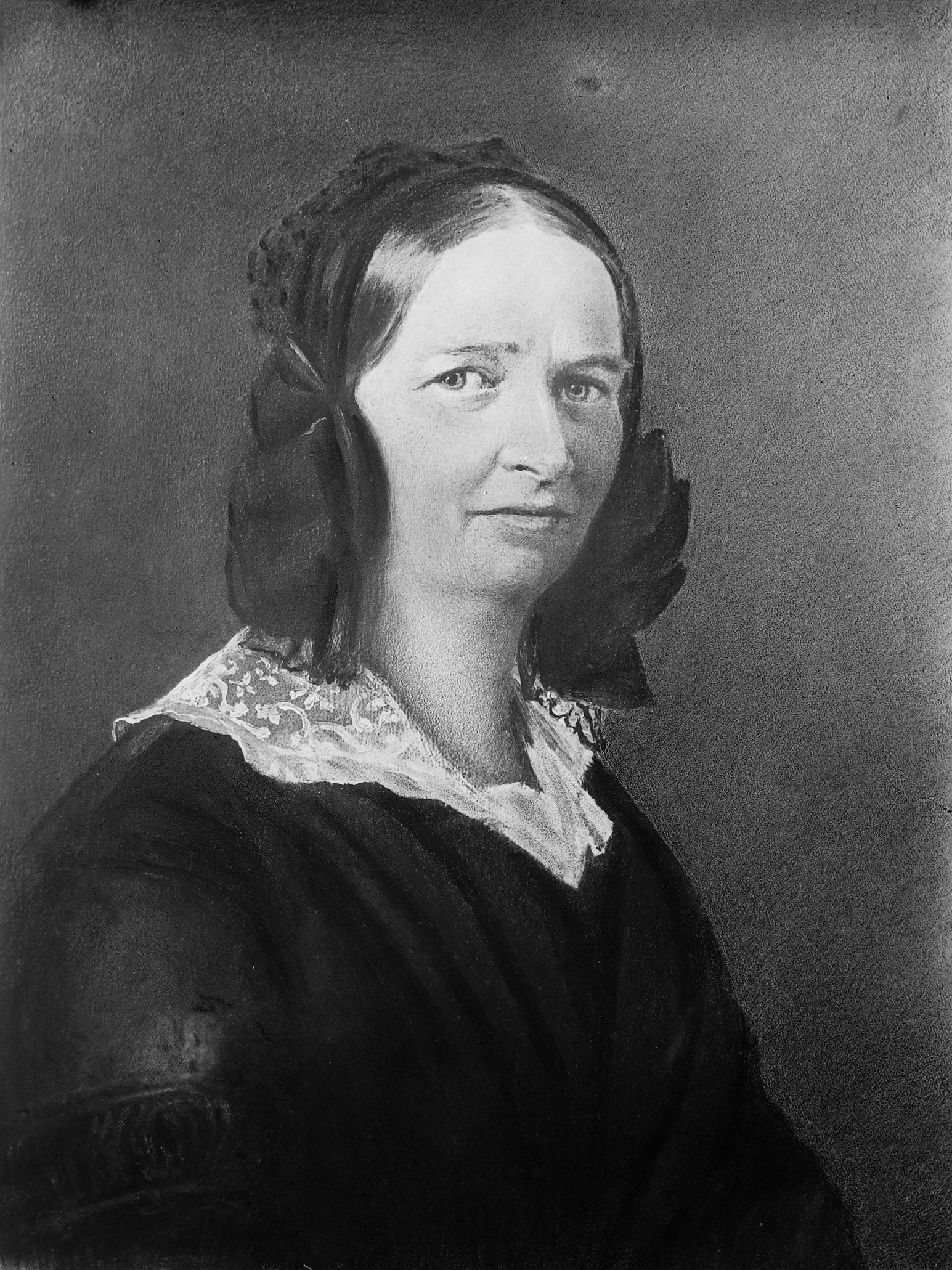
Kernerova manželka Friederike kolem roku 1852

Justinus Andreas Christian Kerner (18. září 1786, Ludwigsburg – 21. února 1862, Weinsberg) byl německý romantický básník, prozaik a lékař.

## Život
Pocházel z úřednické rodiny z Ludwigsburgu ve Württembersku. Po absolvování klasických škol v Ludwigsburgu a Maulbronnu vystudoval v letech 1804–1808 lékařství na Tübingenské univerzitě. Zde se seznámil s básníky Ludwigem Uhlandem a Gustavem Schwabem a společně s nimi se stal zakladatelem tzv. švábské romantické školy. Jako student ošetřoval Friedricha Hölderlina. Po skončení studia navštívil Hamburk, Berlín a Vídeň. Po návratu z cest se stal roku 1810 lékařem v Dürrmenroku, roku 1811 lázeňským doktorem ve Wildbaldu, roku 1812 praktickým lékařem ve Welzheimu, roku 1815 lékařem vrchního úřadu v Gaildorfu a roku 1818 ve Weinsbergu, kde žil do konce života. Roku 1851 částečně oslepl a vzdal se své lékařské praxe. Zemřel roku 1862 a byl pohřben na hřbitově ve Weinsbergu vedle své ženy, která zemřela v roce 1854.
Jako lékař publikoval mezi lety 1817–1822 první přesné a plné popisy příznaků botulismu. Pod vlivem přírodovědce, lékaře a filosofa Gotthilfa Heinricha von Schuberta se zabýval spiritismem, okultismem a somnambulismem. V letech 1826–1829 vyšetřoval a léčil jasnovidku Friederike Hauffovou, známou jako vizionářka z Prévostu, o které napsal dokonce román.
Jako spisovatel byl mluvčím tzv. švábské romantické školy a jeho dům ve Weinsbergu byl známým literárním centrem. Jeho počáteční lyrická tvorba se vyznačuje idylickou zpěvnou lidovostí. V jeho pozdější tvorbě jsou patrné náboženské, mystické a spiritalistiké prvky. Vynikl též jako autor balad, čerpajících látky ze Švábska a německých dějin. Kromě toho psal i okultní a spiritistické spisy.
Kerner byl rovněž průkopníkem tzv. kleksografie, což je grafická technika, kterou se vytvářejí obrazce skládáním listu, obsahujícího inkoustové nebo barevné skvrny (interpretace těchtto obrazců se od roku 1890 využívá pro studium lidského podvědomí) a tyto obrazce vkládal do svých veršů.

## Výběrová bibliografie

### Poezie
- Poetischer Almanach (1812), almanach romantických básní včetně vlastních připravený společně s dalšími představiteli švábské romantiky Ludwigem Uhlandem a Gustavem Schwabem.
- Deutscher Dichterwald (1813), další almanach romantických básní opět připravený společně s Ludwigem Uhlandemm a Gustavem Schwabem.
- Der Geiger zu Gmünd (1816, Houslista z Gmündu), balada.
- Der reichste Fürst (1818, Nejbohatší princ), balada, ve zpívané formě na melodii lidové písně, je považována za neoficiální hymnu Württemberska.
- Gedichte (1826, Básně), básnická sbírka.
- Die lyrischen Gefichte (1847, Lyrické básně), básnická sbírka.
- Der letzte Blüthenstrauß (1852, Poslední kytice květin), básnická sbírka.
- Winterblüthen (1859, Zimní květiny), básnická sbírka.

### Próza
- Reiseschatten von dem Schattenspieler Lucha (1811, Stíny na cestách od stínoherce Luchse), satirický román plný snové fantazie, teskné satiry, básnického humoru, doplněný písněmi a bizarními dramtickými scénami.
- Die Heimatlosen (1816, Bezdomovci), povídka.
- Geschichte zweier Somnambulen (1824, Historie dvou somnambulistů), povídka.
- Bilderbuch aus meiner Knabenzeit (1849, Obrázková kniha mého chlapectví), autobiografie obsahující vzpomínky z let 1786 až 1804.

### Drama
- Der Bärenhäuter im Salzbade (1834), bizarní fraška se zvláštním parodistickým humorem.

### Odborné práce
- Das Wildbad im Königreich Württemberg (1813), pojednání o lázních Wildbad a jejich léčivé vodě.
- Über das Wurstgift (1817), článek o klobásovém jedu.
- Das Fettgift oder die Fettsäure und ihre Wirkung auf den tierischen Organismus (1822), práce o botulismu.
- Die Seherin von Prevorst (1829, Jasnovidka prevortská), dva díly, kniha o somnabulní jasnovidce Friederike Hauffové.
- Blätter aus Prevorst (1831), vydání dopisů jasnovidky Friederike Hauffové.
- Geschichten Besessener neuerer Zeit (1834).
- Eine Erscheinung aus dem Nachtgebiete der Natur (1836).
- Nachricht von dem Vorkommen des Besessenseins (1836).
- Magikon. Archiv für Beobachtungen aus dem Gebiete der Geisterkunde und des magnetischen und magischen Lebens (1840–1853).
- Franz Anton Mesmer aus Schwaben, Entdecker des thierischen Magnetismus. Erinnerungen an denselben, nebst Nachrichten aus den letzten Jahren seines Lebens zu Meersburg am Bodensee, (1856), práce o mesmerismu.

## Ocenění
- Roku 1850 byl Kerner jmenován rytířem Řádu württemberské koruny[7] a roku 1854 obdržel Maxmiliánův řád pro vědu a umění[8].
- Roku 1929 byla jeho jménem pojmenována nová odrůda bílého vína, vzniklá křížením odrůd Trollinger a Rýnský ryzlink ve vinařském institutu ve Weinsbergu.[9]
- Od roku 1979 uděluje Lékařská asociace veřejného zdravotnictví Bádenska-Württemberska (Der Ärzteverband Öffentlicher Gesundheitsdienst Baden-Württemberg) Medaili Justina Kernera osobám, které se o toto veřejné zdravotnictbví významně zaloužili.[10]
- Od roku 1990 uděluje město Weinsberg každé tři roky Cenu Justina Kernera (Justinus-Kerner-Preis) osobám, které v souvislosti s Kernerovým životním dílem, nebo v jeho smyslu, odvedly vynikající práci v literární, lékařské, vlastivědné nebo památkové oblasti.[11]

## Česká vydání
- Jasnovidka prevorstská: zprávy o vnitřním životě lidském a zasahování duchovního světa do světa našeho, Antonín Bayer, Praha 1930, přeložil Antonín Bayer.